# Sterculia colombiana
Sterculia colombiana là một loài thực vật có hoa trong họ Cẩm quỳ. Loài này được Sprague miêu tả khoa học đầu tiên năm 1905.